# بيتر رووي
بيتر رووي (بالإنجليزية: Peter Rowe) هو محامي وسياسي أمريكي، ولد في 10 مارس 1807، وتوفي في 17 أبريل 1876 في سكنيكتادي في الولايات المتحدة. حزبياً، نشط في الحزب الديمقراطي. وقد انتخب عضو مجلس النواب الأمريكي.